# Lars-Erik Havstad
Lars-Erik Havstad, född 15 februari 1922 i Kungsholms församling i Stockholm, död 15 april 2015 i Västerstrands församling i Karlstad, var en svensk arkitekt.
Efter studier vid Kungliga tekniska högskolan i Stockholm flyttade Havstad  slutet av 40-talet till Karlstad där han inledningsvis arbetade på Länsarkitektkontoret under Conny Nyquists ledning. I början av 50-talet startade han, tillsammans med studiekamraterna Gunnar Hollström och Göran Lindell, det egna kontoret Havstad Hollström Lindell AB i Karlstad. Tillsammans ritade man radhusen i kvarteret Teknikern vid Alstergatan, där alla tre arkitekterna flyttade in. 
Produktionen omfattade förutom husprojekteringar i Värmland och angränsande län även skolprojekt, så som Älvkullegymnasiet i Karlstad och Kattegattskolan i Halmstad, samt planarbeten för Grums kommun. Havstad medverkade i kyrkorestaureringar och ritade nybyggena Norra Finnskoga kyrka och Vikenkyrkan.

## Bilder på verk i urval

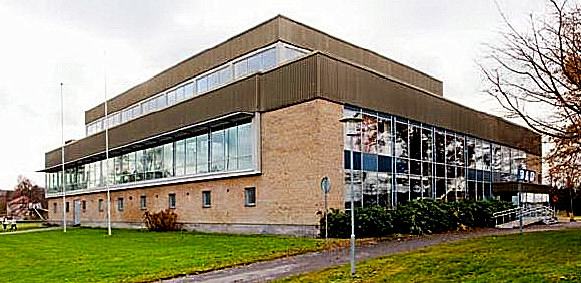
Broängsbadet, Kristinehamn
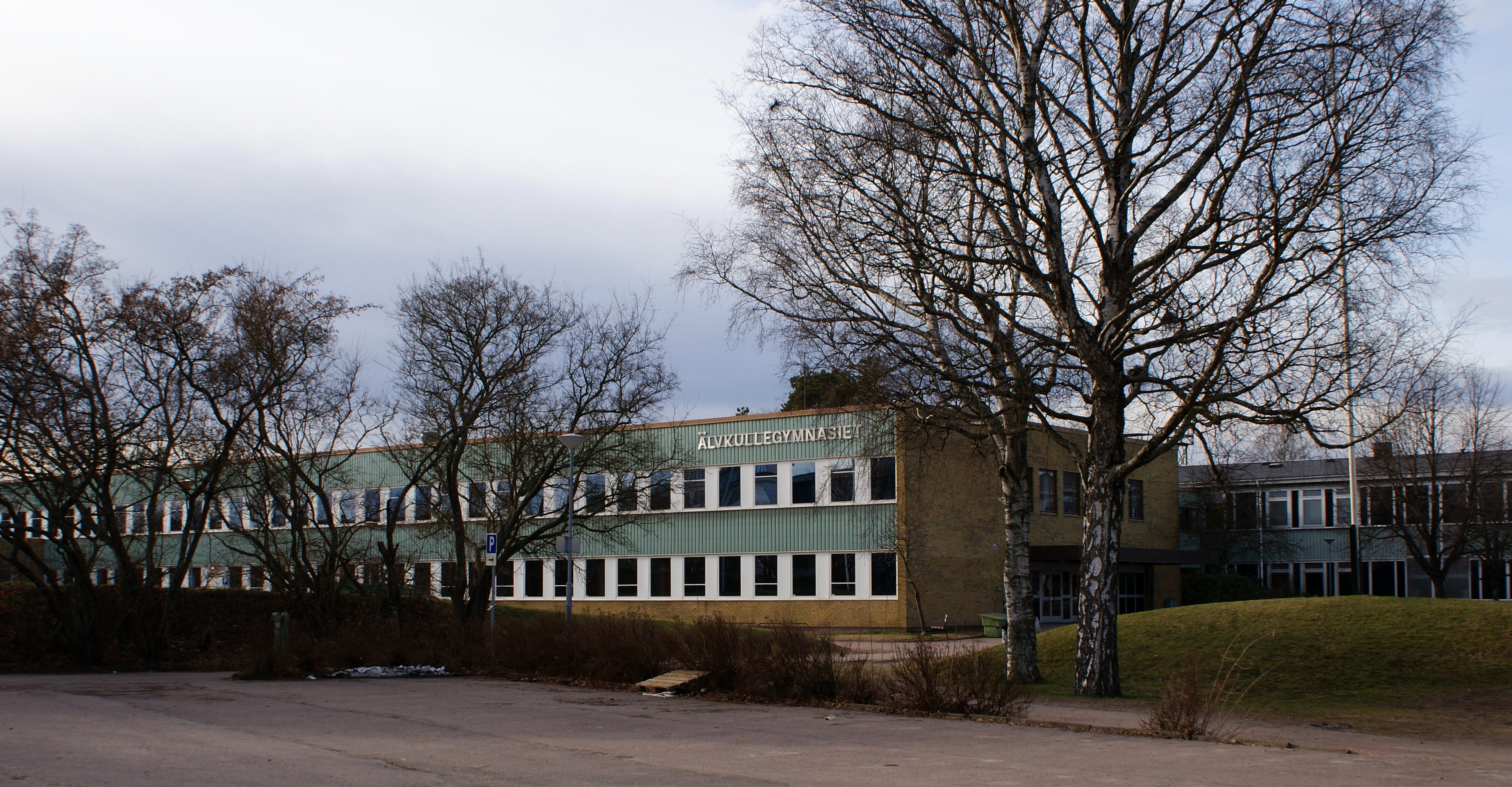
Älvkullegymnasiet, Karlstad
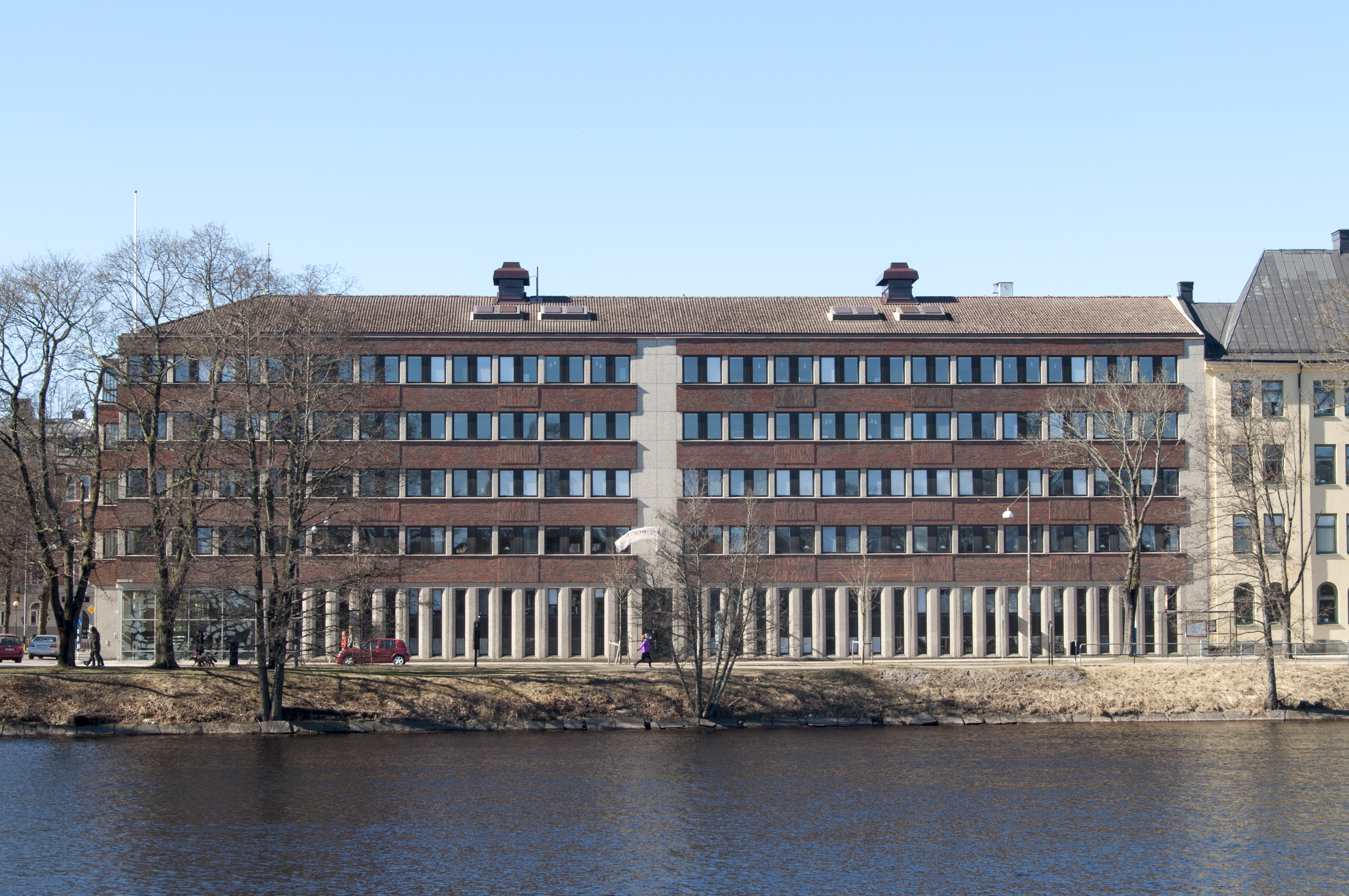
Huvudkontor för Vänerskog, Karlstad
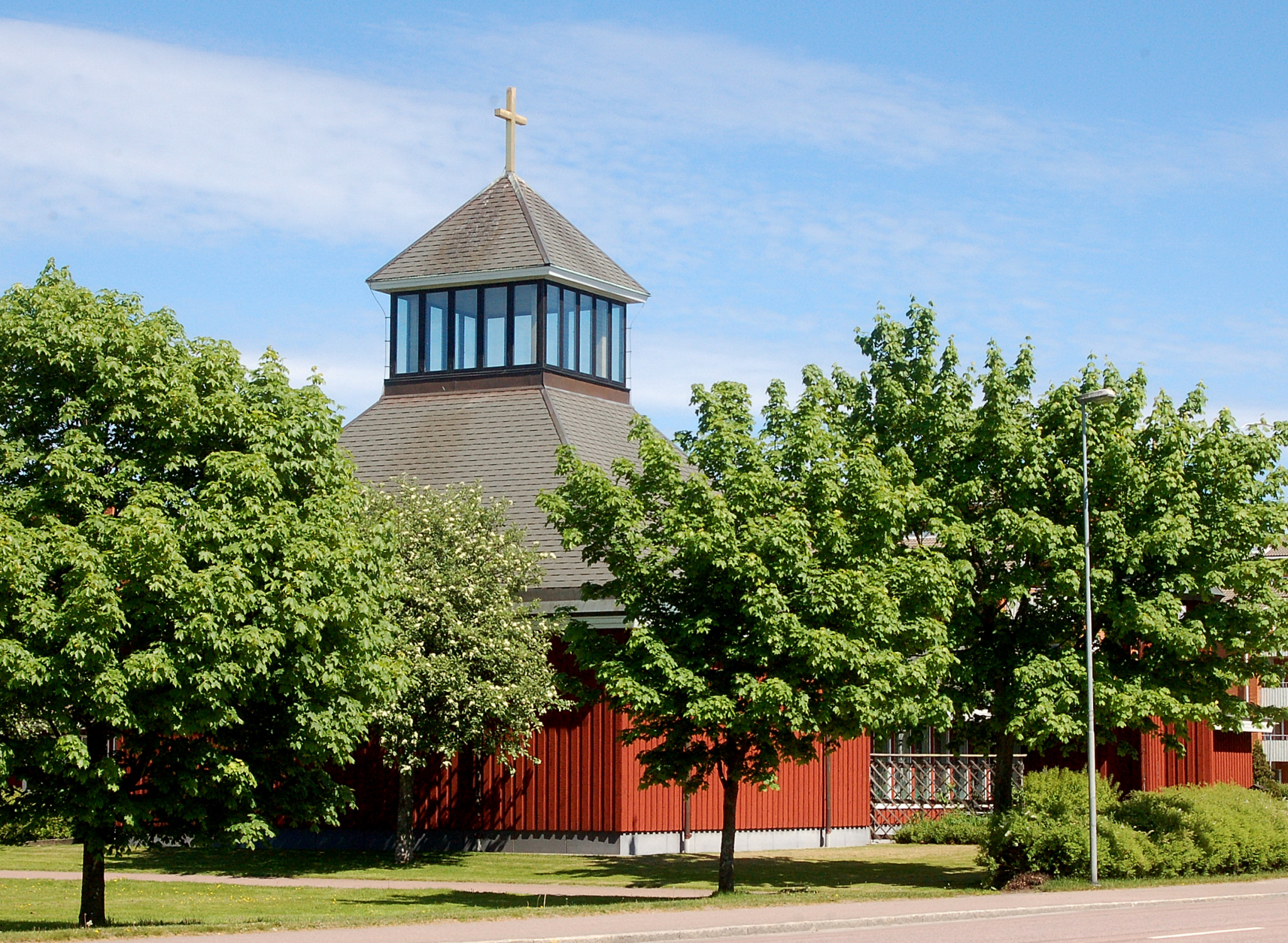
Vikenkyrkan, Karlstad